# Argentinosaurus
Argentinosaurus is een geslacht van zeer grote uitgestorven herbivore sauropode dinosauriërs, behorend tot de groep der Titanosauria, dat 95 miljoen jaar geleden op het eind van het Vroeg-Krijt leefde in het gebied van het huidige Argentinië.

## Vondst en naamgeving
In 1993 werd de typesoort Argentinosaurus huinculensis benoemd en beschreven door de Argentijnse paleontologen José Fernando Bonaparte en Rodolfo Coria op basis van een fragmentarisch fossiel dat rond 1987 in de provincie Neuquén gevonden was op de ranch Las Overas van Guillermo Heredia die de ontdekking in januari 1989 meldde bij het Museo Carmen Funes. Heredia meende eerst versteend hout te hebben gevonden. Bonaparte begon eind januari met opgravingen die in februari voltooid waren. De geslachtsnaam verwijst naar Argentinië; de soortaanduiding naar het plaatsje Plaza Huincul in de buurt waarvan de resten zijn aangetroffen.

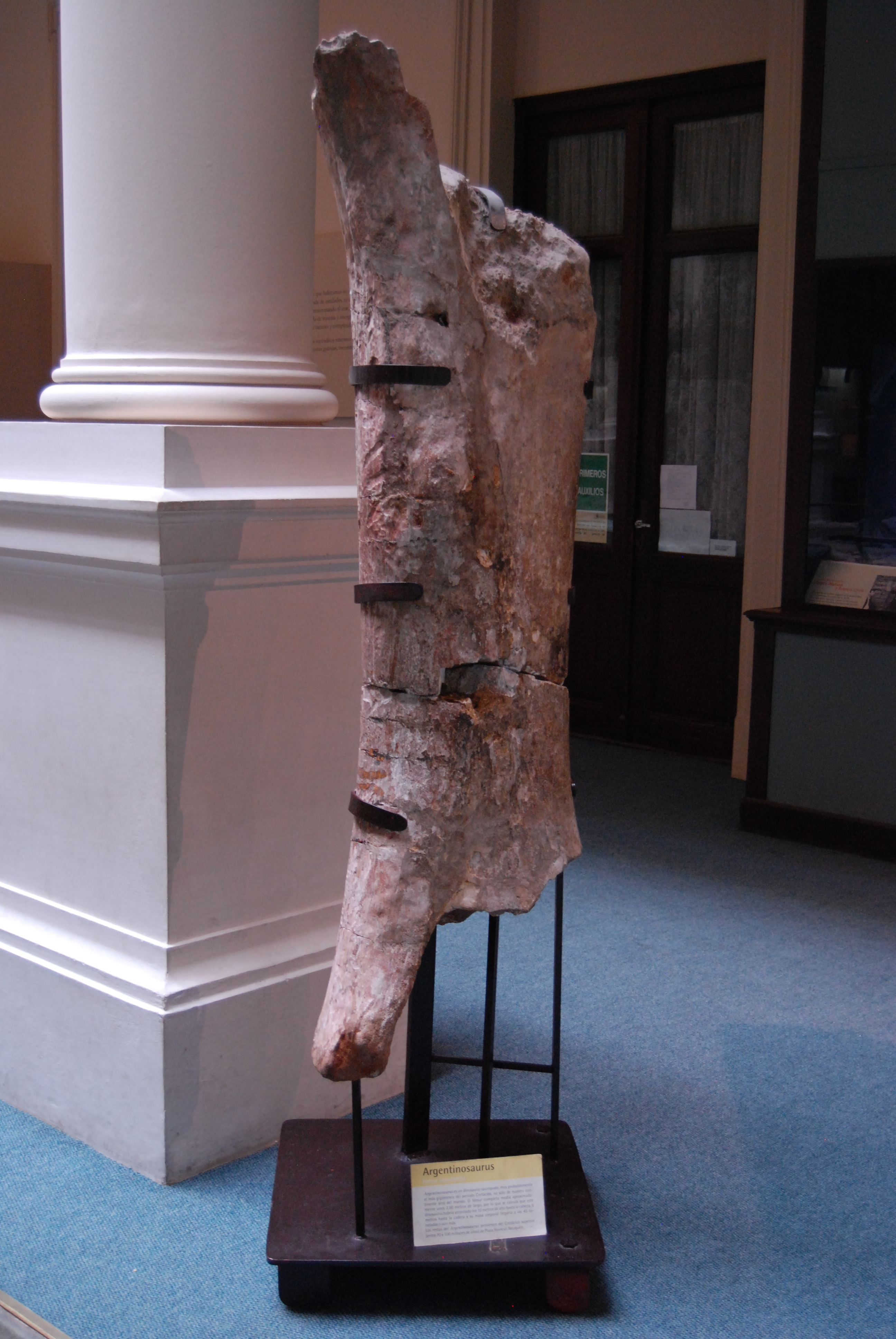
MLP-DP 46-VIII-21-3

Het holotype, PVPH-1, is gevonden in een laag van de Río Limay-formatie die dateert uit het Albien-Cenomanien. Het bestaat uit een gedeeltelijk skelet zonder schedel en omvat drie voorste ruggenwervels, drie achterste ruggenwervels, vijf sacrale wervels met de sacrale ribben van de rechterzijde, een rib van de borstkas en het rechterscheenbeen. Van het scheenbeen werd in 2004 door Gerardo Mazzetta e.a. gesteld dat het om een linkerkuitbeen zou gaan. De beenderen zijn over het algemeen niet in een zeer goede staat: ze zijn beschadigd en verweerd doordat ze langere tijd aan het oppervlak lagen voordat ze geborgen werden. Het specimen maakt deel uit van de verzameling van het Museo Carmen Funes.
Van de soort zijn in eerste instantie verder geen resten gevonden. Wegens de enorme grootte van de beenderen, wekte Argentinosaurus toch veel belangstelling. Daarom is geprobeerd een indruk te geven van de omvang van het dier door de bekende botten aan te vullen. Gedeeltelijke of gehele restauraties zijn in verschillende musea geplaatst. Deze aanvullingen dragen naar haar aard een speculatief karakter. Een met vele onderdelen, waaronder nek en voorpoten, aangevulde replica van Argentinosaurus was samen met enkele andere typische Argentijnse dinosauriërs te zien in de tentoonstelling Dino Argentino die in 2002 in het museum Naturalis te Leiden opgesteld werd.
Later werden nog twee dijbeenderen aan Argentinosaurus toegewezen; van een daarvan, specimen MLP-DP 46-VIII-21-3, is slechts een deel van de schacht bewaard, de andere, reeds in 1980 gevonden door Francisco Romero, is sterk samengedrukt.

## Beschrijving

Een diagram van de gevonden delen van het skelet

Argentinosaurus is een reusachtige sauropode. Wegens de onvolledigheid van het materiaal is het moeilijk gebleken een precieze schatting te maken van de lichaamsomvang. De oorspronkelijke beschrijvers zagen er in hun artikel van af een exact getal te noemen. In persberichten had men het echter wel over de grootste sauropode die ooit ontdekt was. In 1994 deed Gregory S. Paul, die zich gespecialiseerd had in het conceptueel reconstrueren van dinosauriërskeletten, in een artikel met de weinig terughoudende titel Big Sauropods - Really, Really Big Sauropods een eerste poging en noemde een lengte van dertig à vijfendertig meter bij een gewicht van tachtig tot honderd ton. De eveneens Argentijnse vorm Antarctosaurus giganteus zou even groot zijn. Het absolute record zou volgens Paul op naam van Amphicoelias staan waarvan slechts één wervel en een dijbeen bekend zijn, welke verloren zijn gegaan: veertig tot zestig meter bij een gewicht van honderd tot honderdvijftig ton. Nog in 2010 hield Paul het voor Argentinosaurus op een schatting van dertig meter lichaamslengte en een gewicht van boven de vijftig ton. In 2019 schatte hij het gewicht rond de zeventig ton.

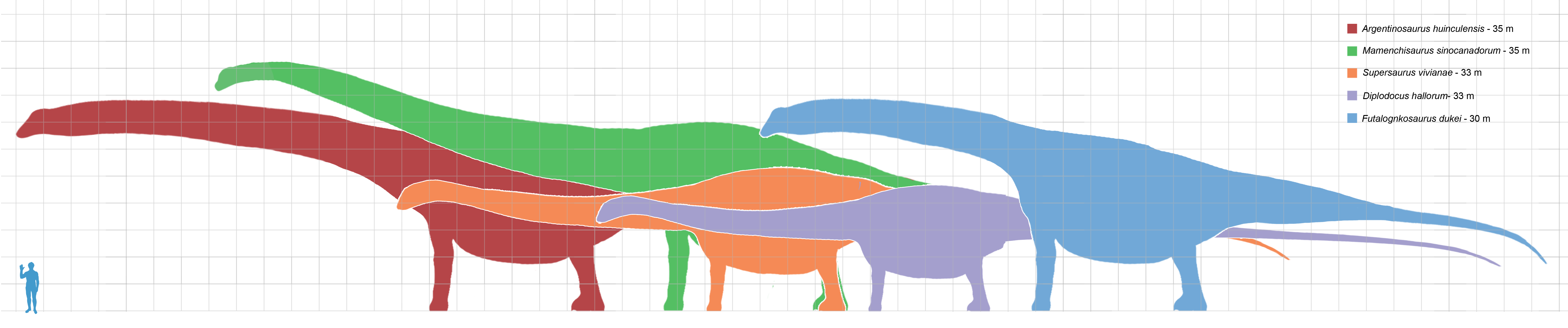
Een vergelijking met andere reusachtige sauropoden, met Argentinosaurus in het rood

In 2001 werd de omvang door Michael Mortimer betwijfeld; uitgaande van de toen bekende specifieke verhoudingen van de Titanosauridae kwam hij uit op tweeëntwintig tot zesentwintig meter. De nieuwste vondsten wijzen er echter op dat de titanosauriden vrij lange nekken hadden zodat een lengte van dertig meter toch tot de mogelijkheden behoort. Al deze schattingen moeten uitgaan van de bekende afmetingen van het gevonden materiaal. De grootste wervel is honderdnegenentwintig centimeter breed en honderdzestig centimeter hoog; het scheenbeen is honderdvijfenvijftig centimeter lang, wat volgens de oorspronkelijke beschrijvers wees op een dijbeenlengte van tweehonderdveertig centimeter. Mazzetta e.a. leidden uit de schachtomtrek van MLP-DP 46-VIII-21-3, honderdachttien centimeter, een oorspronkelijke lengte van 2557 millimeter af. Dit zou volgens hun aansluiten bij de vermoedelijke dijbeenlengte van het holotype die hoger dan tweehonderdveertig centimeter moet hebben gelegen als het stuk onderbeen geen scheenbeen was maar een kuitbeen. Ook het tweede toegewezen dijbeen heeft een lengte van ongeveer tweeënhalve meter. Ze berekenden daaruit via multivariate regressieanalyse vanuit de data voor de desbetreffende skeletelementen van sauropoden waarvan de proporties met grotere zekerheid zijn vast te stellen een gewicht voor Argentinosaurus van 72.936 kilogram, meer dan de volgens dezelfde methode bepaalde negenenzestig ton van Antarctosaurus giganteus. Daarmee zou Argentinosaurus in 2004 de zwaarste sauropode zijn waarvan het gewicht volgens een exacte methode te schatten valt. Sindsdien zijn in Argentinië echter meer soorten met een vergelijkbare omvang ontdekt zoals Futalognkosaurus en Puertasaurus.

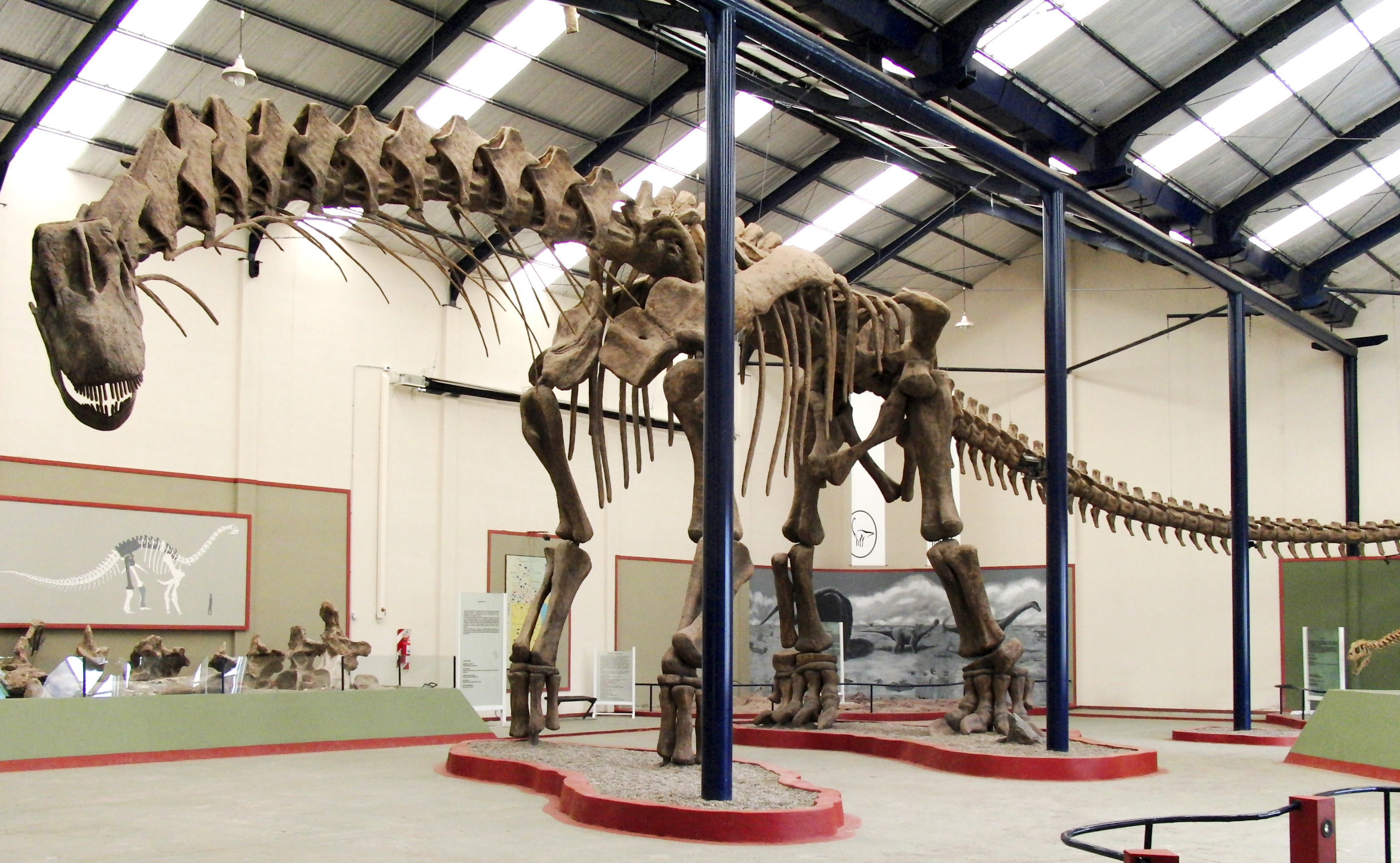
Een skeletmodel met links onder de echte wervels

De beschrijvers stelden enkele onderscheidende kenmerken van Argentinosaurus op. De voorste ruggenwervels zijn bol van voren en hebben goed ontwikkelde hyposfeen-hypantrum-complexen met extra gewrichtsvlakken. De voorste ruggenwervels hebben doornuitsteeksels die overdwars verbreed zijn en van voor naar achteren afgeplat met hoge richels op het voorvlak van de basis. De achterste ruggenwervels hebben brede en lage wervellichamen waarvan onderop de kiel bijna vlak is en waarbij de pleurocoelen op de voorste helft van het lichaam liggen. De wervellichamen van de tweede tot en met vijfde sacrale wervel zijn sterk gereduceerd. De ribben hebben een buisvormige structuur; ze zijn cilindrisch en hol. Er bevinden zich grote uithollingen in de ruggenwervels en sacrale wervels. Het scheenbeen is slank met een kleine crista cnemialis.
Deze diagnose is niet zonder kritiek gebleven. Verschillende kenmerken, zoals de pneumatisering van de botten, zijn weinig onderscheidend. Het is door andere onderzoekers betwijfeld of het hyposfeen-hypantrum-complex goed waarneembaar is. Dat het scheenbeen bijzonder slank is zonder echte cnemiale kam komt vermoedelijk doordat het hier in feite om het kuitbeen gaat waarvoor deze eigenschappen normaal zijn.

## Fylogenie
Argentinosaurus werd in 1993 in de Andesauridae geplaatst. Latere onderzoekers prefereerden meestal de Antarctosauridae. Recent onderzoek heeft als uitkomst dat geen van beide plaatsingen correct is en dat beter kan worden gesproken van een basale positie in de Titanosauria.
Een analyse uit 2019 leverde het volgende kladogram op.
|  | Rinconsaurus  |
|  |               |
|  | Muyelensaurus |
|  |               |

|  | Argentinosaurus                                                                             |
|  |                                                                                             |
|  | \| \| Notocolossus \| \| \| \| \| \| Patagotitan \| \| \| \| \| \| Puertasaurus \| \| \| \| |
|  |                                                                                             |
|  | Notocolossus                                                                                |
|  |                                                                                             |
|  | Patagotitan                                                                                 |
|  |                                                                                             |
|  | Puertasaurus                                                                                |
|  |                                                                                             |

|  | Notocolossus |
|  |              |
|  | Patagotitan  |
|  |              |
|  | Puertasaurus |
|  |              |

|  | Argentinosaurus                                                                             |
|  |                                                                                             |
|  | \| \| Notocolossus \| \| \| \| \| \| Patagotitan \| \| \| \| \| \| Puertasaurus \| \| \| \| |
|  |                                                                                             |
|  | Notocolossus                                                                                |
|  |                                                                                             |
|  | Patagotitan                                                                                 |
|  |                                                                                             |
|  | Puertasaurus                                                                                |
|  |                                                                                             |

|  | Notocolossus |
|  |              |
|  | Patagotitan  |
|  |              |
|  | Puertasaurus |
|  |              |

|  | Argentinosaurus                                                                             |
|  |                                                                                             |
|  | \| \| Notocolossus \| \| \| \| \| \| Patagotitan \| \| \| \| \| \| Puertasaurus \| \| \| \| |
|  |                                                                                             |
|  | Notocolossus                                                                                |
|  |                                                                                             |
|  | Patagotitan                                                                                 |
|  |                                                                                             |
|  | Puertasaurus                                                                                |
|  |                                                                                             |

|  | Notocolossus |
|  |              |
|  | Patagotitan  |
|  |              |
|  | Puertasaurus |
|  |              |

|  | Argentinosaurus                                                                             |
|  |                                                                                             |
|  | \| \| Notocolossus \| \| \| \| \| \| Patagotitan \| \| \| \| \| \| Puertasaurus \| \| \| \| |
|  |                                                                                             |
|  | Notocolossus                                                                                |
|  |                                                                                             |
|  | Patagotitan                                                                                 |
|  |                                                                                             |
|  | Puertasaurus                                                                                |
|  |                                                                                             |

|  | Notocolossus |
|  |              |
|  | Patagotitan  |
|  |              |
|  | Puertasaurus |
|  |              |

|  | Rinconsaurus  |
|  |               |
|  | Muyelensaurus |
|  |               |

|  | Argentinosaurus                                                                             |
|  |                                                                                             |
|  | \| \| Notocolossus \| \| \| \| \| \| Patagotitan \| \| \| \| \| \| Puertasaurus \| \| \| \| |
|  |                                                                                             |
|  | Notocolossus                                                                                |
|  |                                                                                             |
|  | Patagotitan                                                                                 |
|  |                                                                                             |
|  | Puertasaurus                                                                                |
|  |                                                                                             |

|  | Notocolossus |
|  |              |
|  | Patagotitan  |
|  |              |
|  | Puertasaurus |
|  |              |

|  | Argentinosaurus                                                                             |
|  |                                                                                             |
|  | \| \| Notocolossus \| \| \| \| \| \| Patagotitan \| \| \| \| \| \| Puertasaurus \| \| \| \| |
|  |                                                                                             |
|  | Notocolossus                                                                                |
|  |                                                                                             |
|  | Patagotitan                                                                                 |
|  |                                                                                             |
|  | Puertasaurus                                                                                |
|  |                                                                                             |

|  | Notocolossus |
|  |              |
|  | Patagotitan  |
|  |              |
|  | Puertasaurus |
|  |              |

|  | Argentinosaurus                                                                             |
|  |                                                                                             |
|  | \| \| Notocolossus \| \| \| \| \| \| Patagotitan \| \| \| \| \| \| Puertasaurus \| \| \| \| |
|  |                                                                                             |
|  | Notocolossus                                                                                |
|  |                                                                                             |
|  | Patagotitan                                                                                 |
|  |                                                                                             |
|  | Puertasaurus                                                                                |
|  |                                                                                             |

|  | Notocolossus |
|  |              |
|  | Patagotitan  |
|  |              |
|  | Puertasaurus |
|  |              |

|  | Argentinosaurus                                                                             |
|  |                                                                                             |
|  | \| \| Notocolossus \| \| \| \| \| \| Patagotitan \| \| \| \| \| \| Puertasaurus \| \| \| \| |
|  |                                                                                             |
|  | Notocolossus                                                                                |
|  |                                                                                             |
|  | Patagotitan                                                                                 |
|  |                                                                                             |
|  | Puertasaurus                                                                                |
|  |                                                                                             |

|  | Notocolossus |
|  |              |
|  | Patagotitan  |
|  |              |
|  | Puertasaurus |
|  |              |

## Levenswijze
Waarschijnlijk at Argentinosaurus evenals veel andere (maar misschien niet alle) Sauropoda met behulp van zijn lange nek van hoge bomen en slikte hij stenen, zogenoemde gastrolieten, in om hem te helpen bij het verteringsproces.